# Кончогсум-лакханг

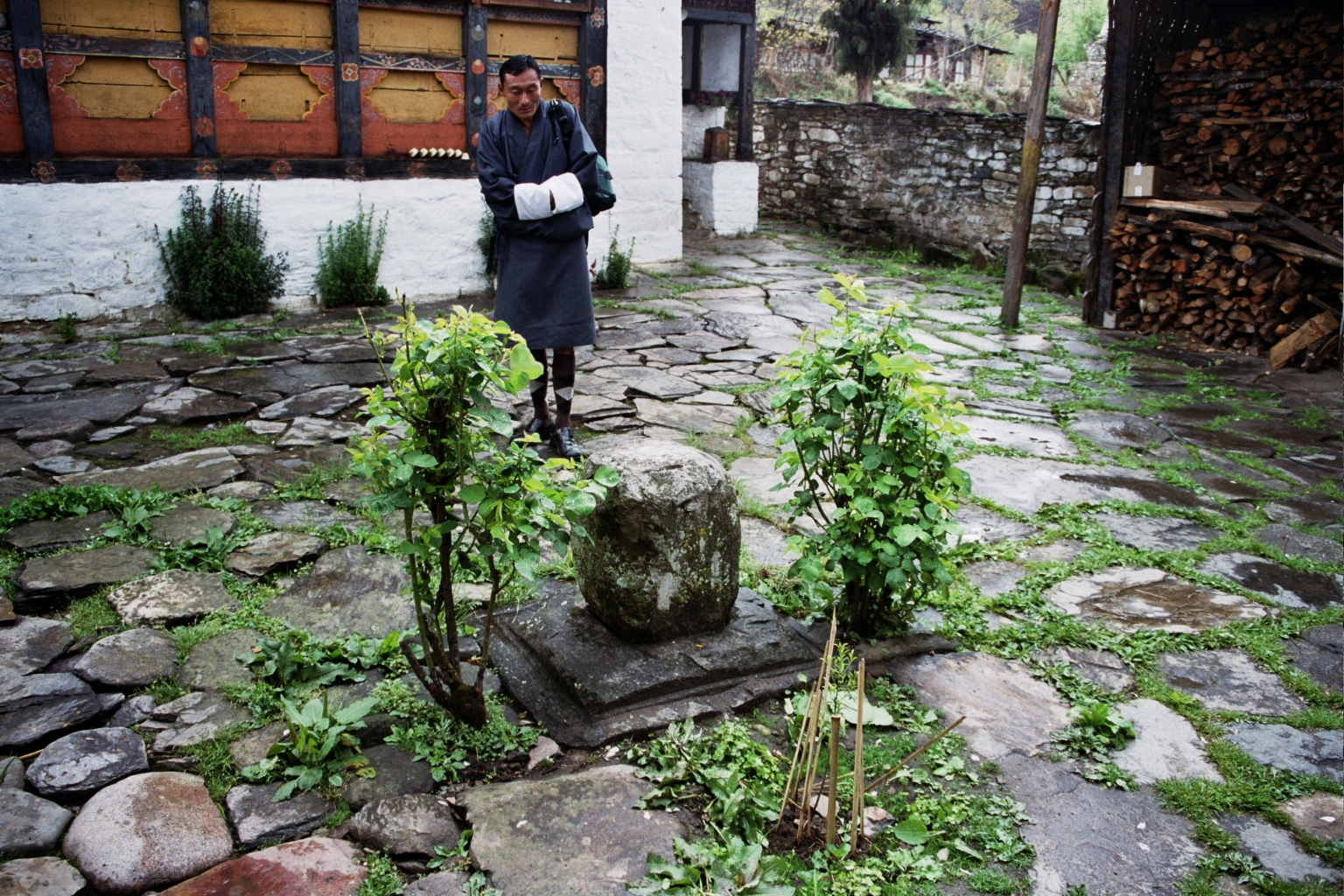
Внутренний двор монастыря Кончогсум-лакханг

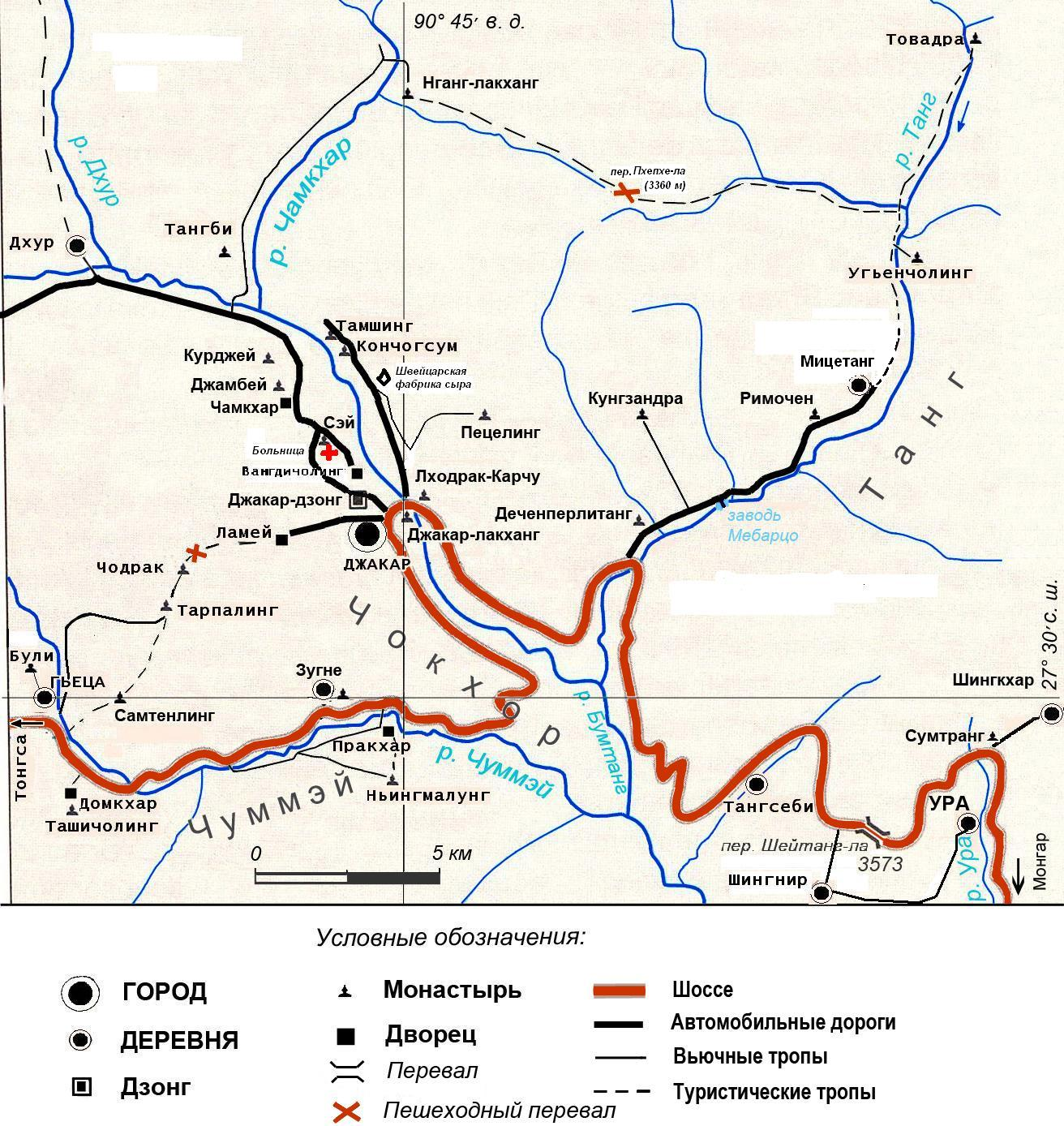
Карта центральной части Бумтанга

 Кончогсум-лакханг(дзонг-кэ དཀོན་མཆོག་གས􀰆མ་􀭨་ཁང་།, вайли dkon schog gsum lhakhang, лат. konchogsum lhakhang), также Цилунг — буддийский монастырь школы Ньингма в Бумтанге (восточный Бутан). Находится в 300 м к югу от монастыря Тамшинг-лакханг.

## История
На этом месте в VIII веке Падмасамбхава оставил спрятанные тексты, которые обнаружил тертон Бонпо Дрегцхел в 1039 в качестве терма.
По легенде, царь-покровитель водных духов поднялся из озера за храмом и предложил Дрегцхелу каменный столб и свиток. В другой легенде также упоминается озеро за монастырём, которое обнаружил Пема Лингпа. Проход к озеру был закрыт камнем, который сейчас стоит во дворе монастыря.
25 февраля 2010 монастырь пострадал от пожара, который начался от неожиданно упавшей масляной лампы .

## Архитектура
В монастыре стоит статуя Будды Вайрочаны (один из пяти основных Будд мудрости), также находятся статуи Падмасамбхавы (воплощения страдания всех Будд), Авалокитешвары и картины, которые нарисовали Пема Лингпа и Лонгченпа.

## Интересные факты
Так как этот монастырь относится к школе Ньингма, одной из четырех основных школ буддизма в Бутане, то и архитектурные памятники в основном связаны с людьми, которые имели большое значение в развитии этого направления. Статуя Будды Вайрочаны – одного из пяти основных Будд мудрости, которые происходят от основного Ади-будды. Статуя Падмасамбхавы, который спрятал священный свиток с учениями буддизма на месте храма. Падмасамбхава, также встречается имя Гуру Ринпоче, что значит Великий Учитель  – одна из ключевых фигур в Бутане и Тибете, так как внес достаточно большой вклад в буддизм школы Ньингма. Статуя Авалокитешвары – воплощения страдания всех Будд, главным атрибутом статуи этого бодхисатвы является павлиний хвост. Считается, что Далай-лама происходит именно от Авалокитешвары. Еще в монастыре находятся картины, авторство которых принадлежит Лонгченпа – великому учителю и писателю, известному по собранию «Семь сокровищниц», собравшему в себя практически всю философию буддизма. Также в храме можно увидеть изображения, созданные Пема Лингпа – одним из воплощений Лонгченпа .